# Kanton Sousceyrac
Kanton Sousceyrac (francouzsky Canton de Sousceyrac) je francouzský kanton v departementu Lot v regionu Midi-Pyrénées. Tvoří ho pět obcí.

## Obce kantonu
- Calviac
- Comiac
- Lacam-d'Ourcet
- Lamativie
- Sousceyrac